# 切恩道5号

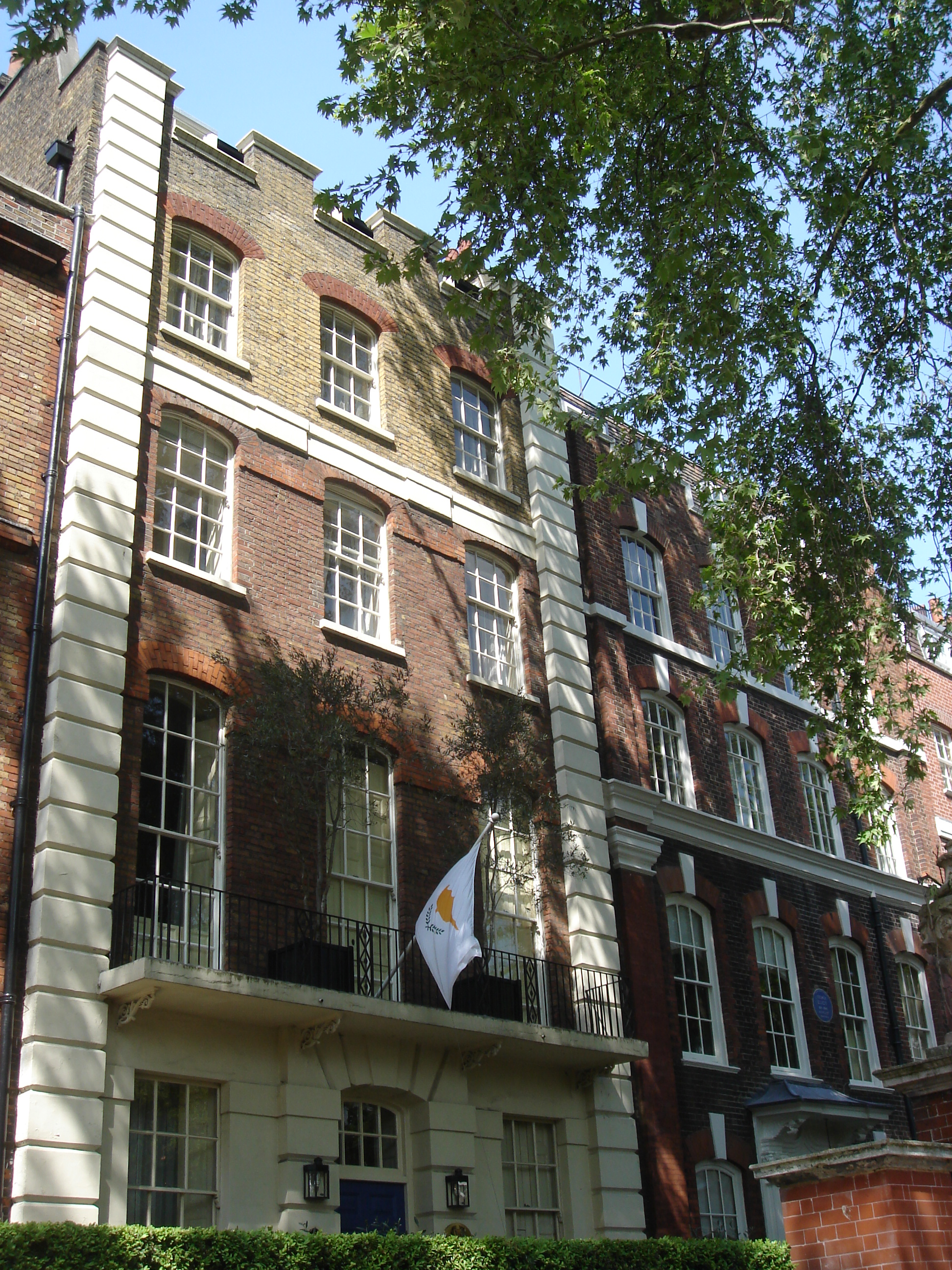
切恩道5号

切恩道5号（5 Cheyne Walk）是英国伦敦的一座二级保护建筑，位于切尔西的切恩道，建于1718年。
约翰·卡姆登·尼尔德（John Camden Neild）自1814年起在此居住，直到1852年去世。
切恩道5号现在是塞浦路斯驻英国高级专员的住所。

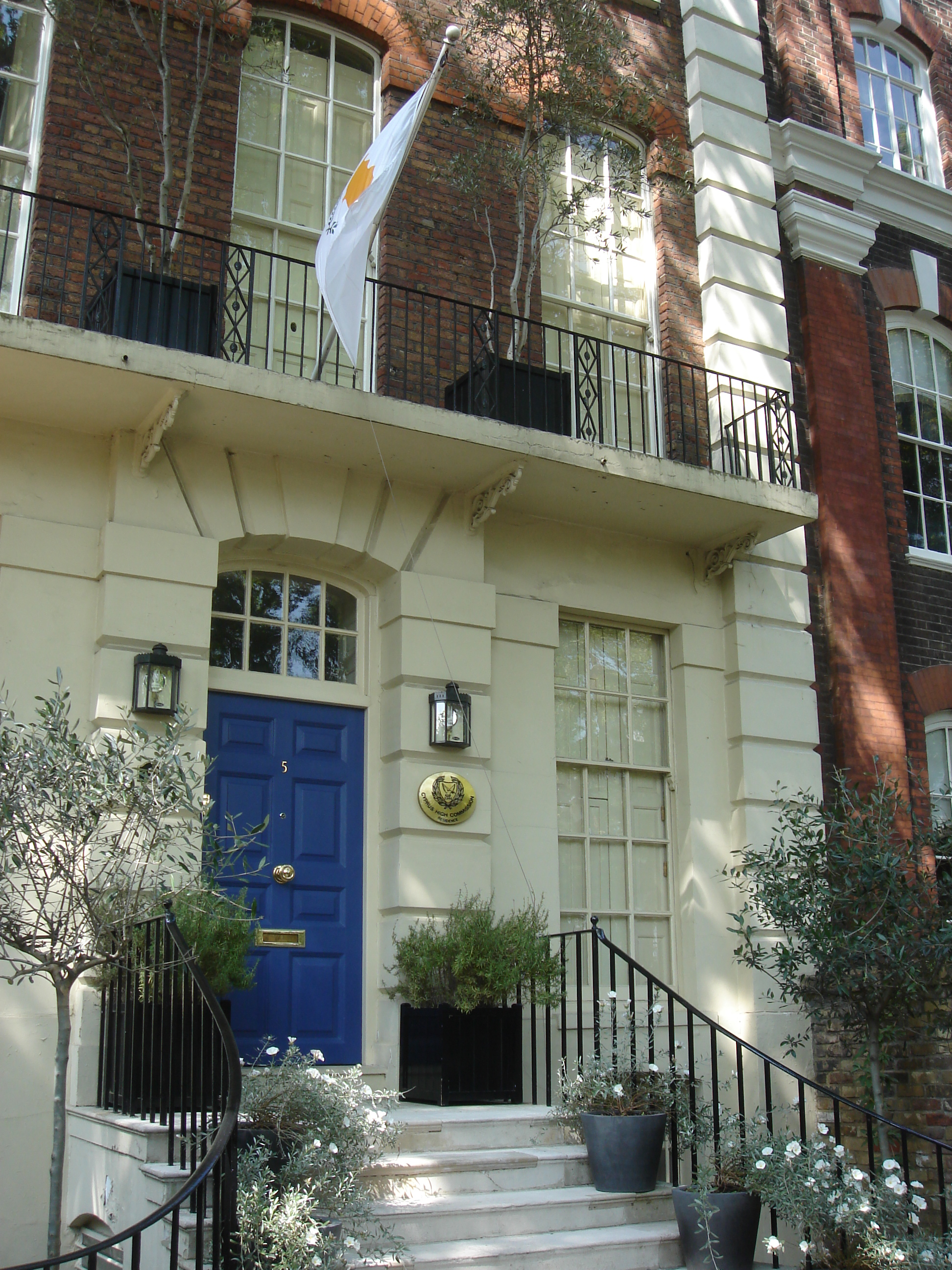
切恩道5号
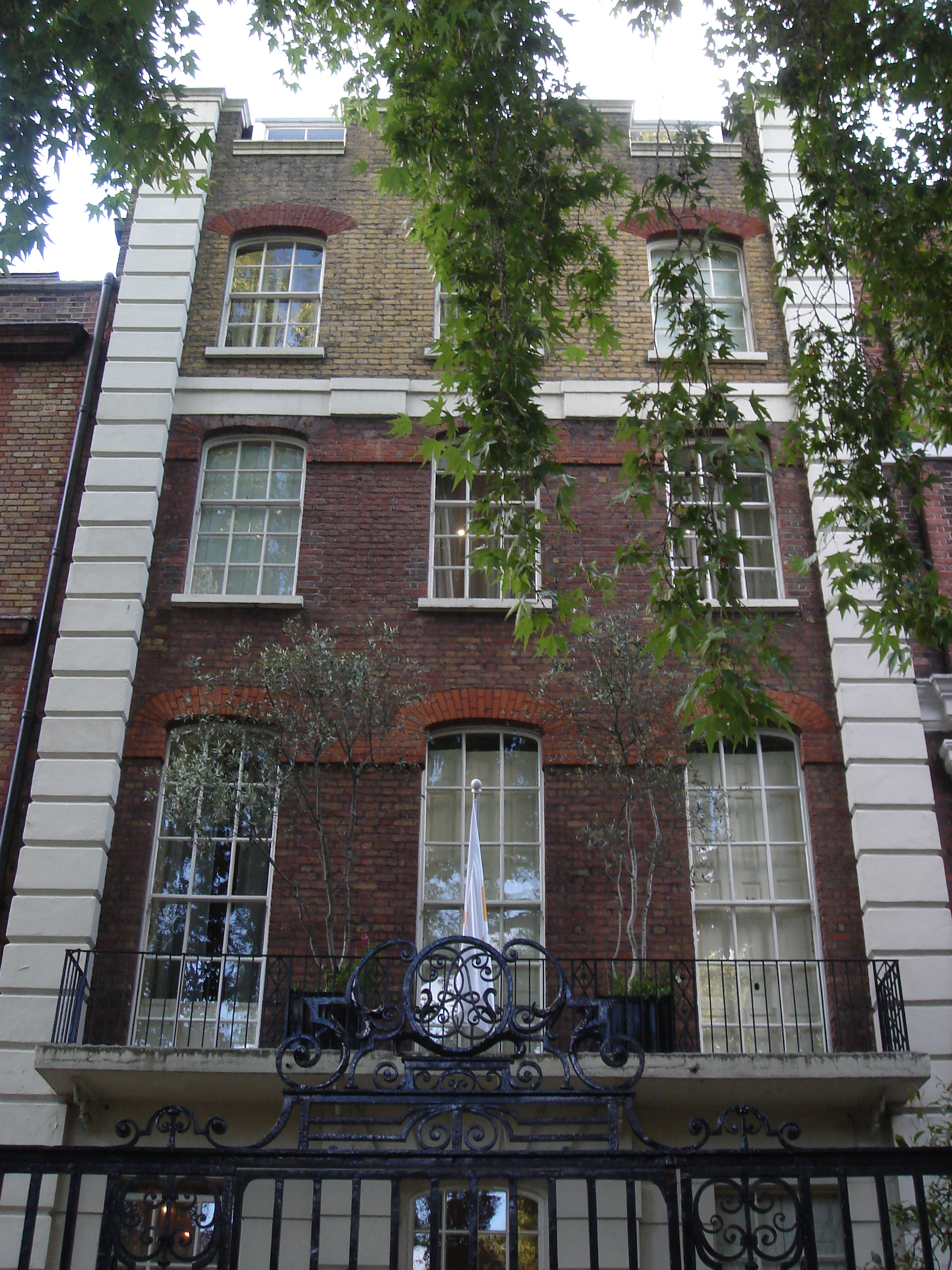
切恩道5号
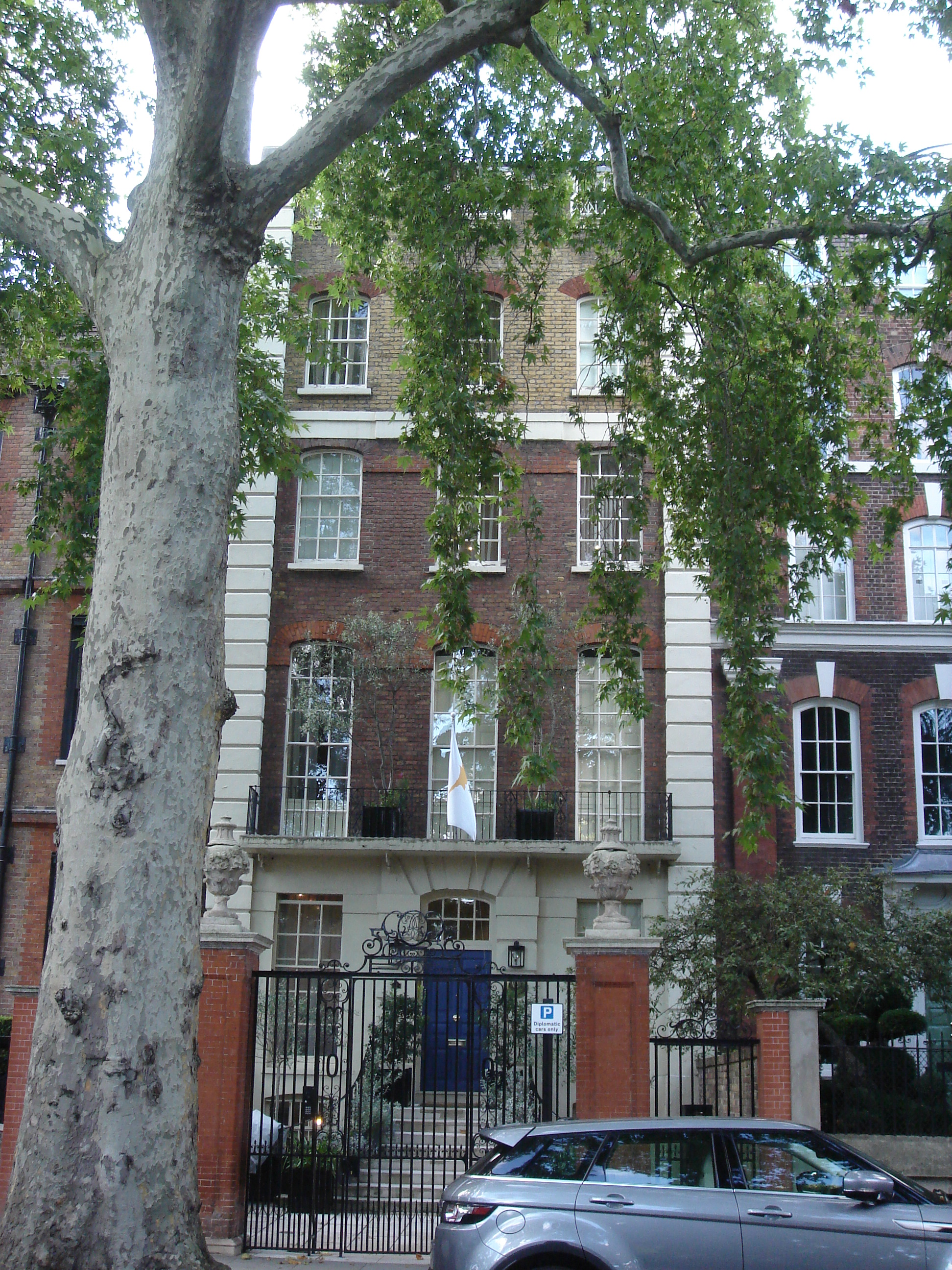
切恩道5号